# Torpedo Billy Murphy
Torpedo Billy Murphy (* 3. November 1863 in Auckland, Neuseeland; † 26. Juli 1939) war ein neuseeländischer Boxer im Federgewicht.

## Profi
Sein Profidebüt entschied er am 1. April 1882 mit einem Punktsieg gegen seinen Landsmann Morris nach Punkten für sich. Bereits in seinem 3. Kampf musste er seine erste Pleite hinnehmen. Am 13. Januar 1890 bezwang er den bis dahin ungeschlagenen Ike Weir in einem auf 30 Runden angesetzten Kampf durch K. o. in Runde 14 und wurde dadurch universeller Weltmeister. Diesen Titel verlor er im September desselben Jahres gegen Young Griffo durch Aufgabe.
Murphy wurde im Jahre 1990 in die New Zealand Sports Hall of Fame aufgenommen.